# ドゥカティ・999

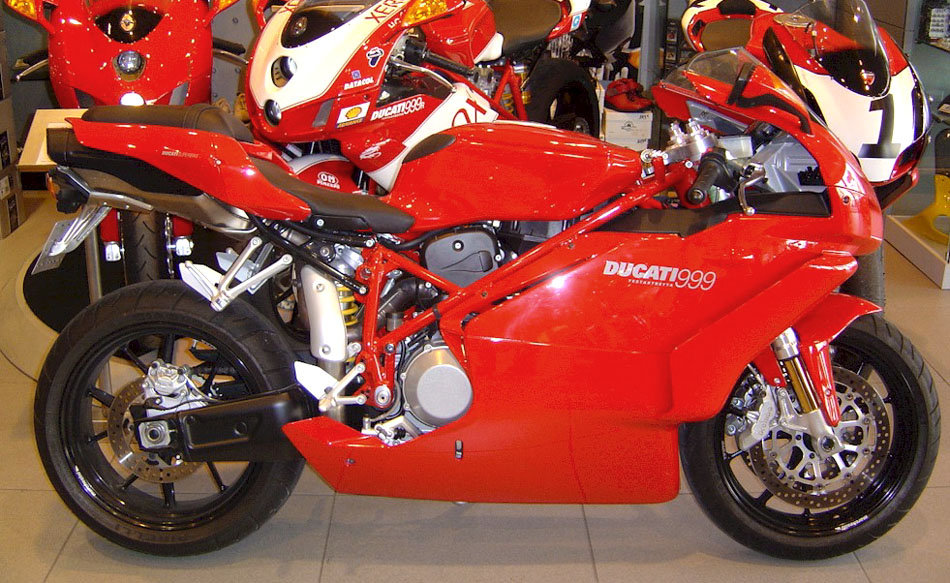
999

ドゥカティ・スーパーバイク999は、ドゥカティが製造・販売していた998cc(999Rのみ999cc)の4ストロークL型2気筒の大型自動二輪(オートバイ)である。同社の「スーパーバイクシリーズ」の車種でありスーパースポーツに分類される。後継車種は1098。この記事では999の排気量を縮小した749についても述べる。

## モデル一覧
999は、2003年に916～998の後継として発売された。851や916と同様にスーパーバイク(Superbike)と名が付いているようにスーパーバイク世界選手権に参加する車両として誕生した。マシンデザインはドゥカティ社のチーフデザイナーであるピエール・テルブランチが担当した。
新設計の両持ち式アルミ製スイングアームを備えたスチールパイプ製トラスフレームに916-998の横2灯ヘッドライトを一新し、縦2灯ヘッドライトを備えたスラントカウルと呼ばれるカウルを架装している。エンジンは、998から採用している998ccのテスタストレッタと呼ばれる水冷L型2気筒を使用している。また、ベーシックモデルの999はほかのモデルにはないタンデム可能なビポストという仕様がある(通常の1人乗り仕様はモノポスト)。また、トラブルとしては電装系が非常に弱いことが挙げられ、特にメーター関係の故障が絶えないというトラブルが報告されている。

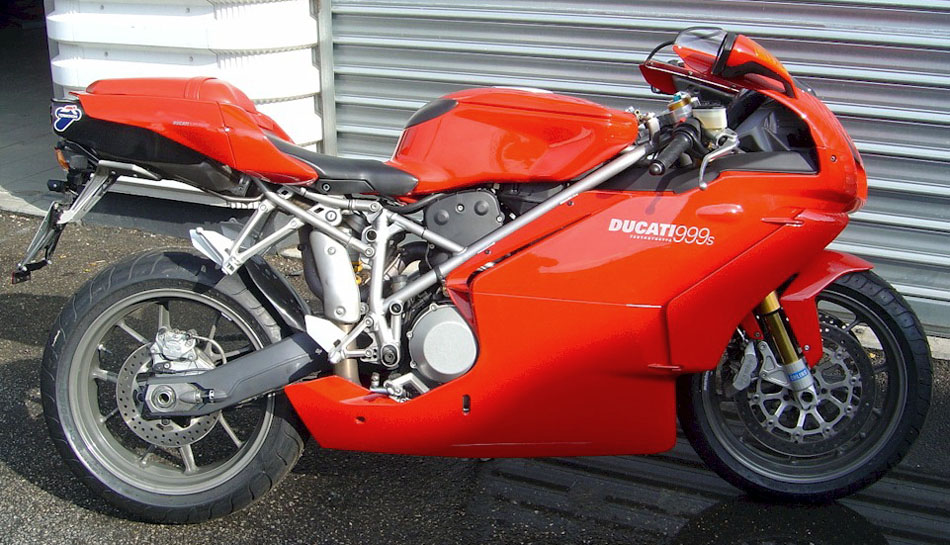
999s

999sは、999シリーズのスポーティモデルである。エンジンの出力はベーシックモデルの999よりも若干高められている。前後サスペンションにオーリンズ社製のもの、フロントブレーキにブレンボ社製のキャリパーが採用されるなど、足回り関係は999Rとほぼ同等のスペックを持つモデルである。

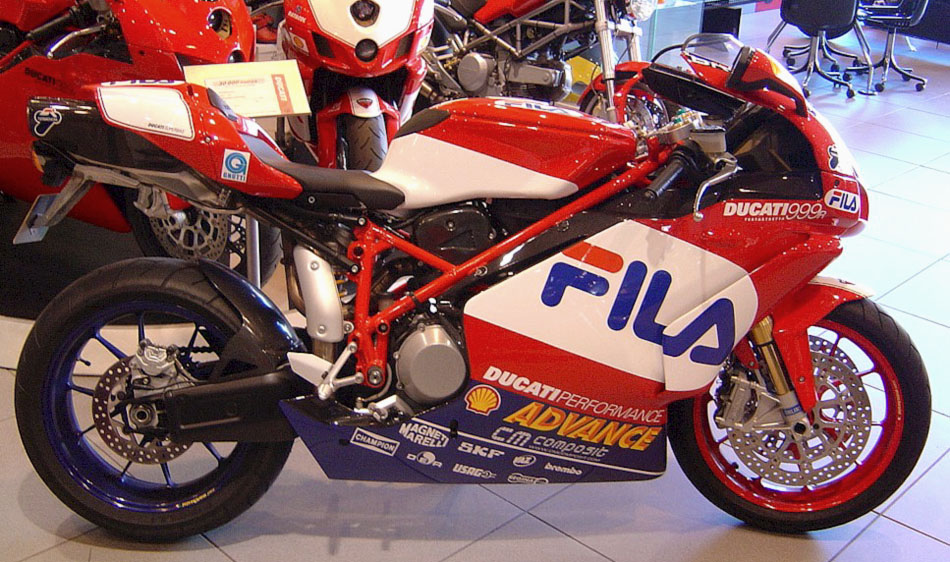
999R

999Rは、999シリーズの最高級モデルであり、スーパーバイク選手権に参戦するためのホモロゲーションモデルである。そのため999R専用のテスタストレッタエンジンが採用されている。各部に採用されているパーツにはオーリンズ社製倒立サスペンション、カーボンファイバー強化プラスチック外装などの高級パーツが挙げられ、ドゥカティ・スーパーバイクシリーズのフラグシップにふさわしい内容となっている。999Rのレース仕様は999RSと呼ばれる。

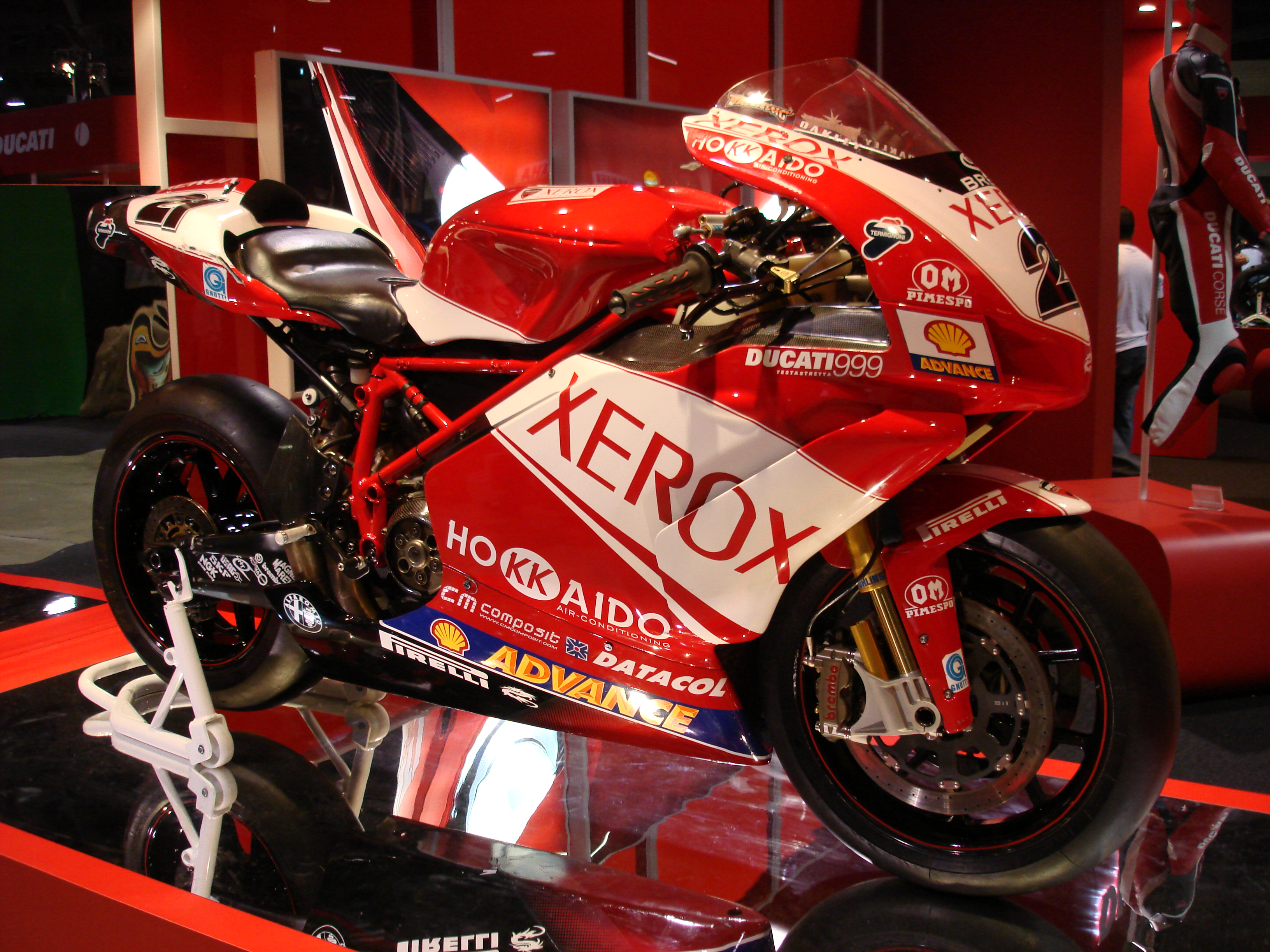
999F

999Fはスーパーバイク世界選手権に参戦しているドゥカティワークスチームが使用する999のワークスレーサーであり、フレームから車体構成に至るまで微妙に市販車とは異なっている。2006年はトロイ・ベイリスのライディングによって同選手権タイトルを獲得した。
749はスーパースポーツ世界選手権のレギュレーションにあわせて排気量を縮小したモデルである。